# Malva punctata
Il malvone punteggiato (Malva punctata (All.) Alef., 1862) è una pianta erbacea annuale appartenente alla famiglia delle Malvacee, diffusa nel bacino del Mediterraneo.

## Etimologia
L'epiteto specifico si riferisce alle punteggiature rossastre spesso presenti sui fusti.

## Descrizione

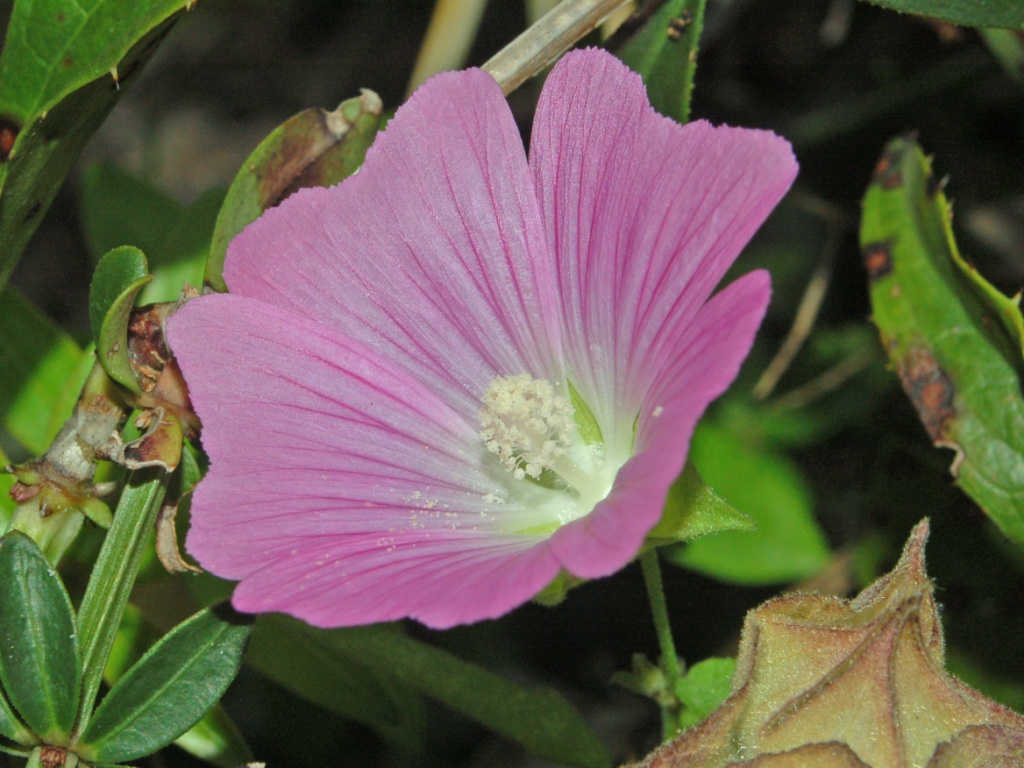
Fiore di malvone punteggiato

Il malvone punteggiato è una pianta terofita scaposa che raggiunge in media i 20–90 centimetri d'altezza.
Ha fusto eretto e poco ramificato, ricoperto di peli sparsi, mentre le foglie sono alternate, trilobate con il lobo centrale più grande, picciolate con stipole; le più basse sono reniformi e leggermente lobate, mentre quelle superiori hanno un profilo pentagonale.
I fiori sono isolati all'ascella delle foglie con un involucro esterno. Il calice contiene numerosi stami saldati in un tubo ed è campanulato, con cinque petali triangolari e rosei con venature violacee di 1.5–3 cm. Il periodo di fioritura si estende da maggio a giugno.
Lo schizocarpo è composto di 14-17 mericarpi rugosi, ognuno dei quali contiene un seme.

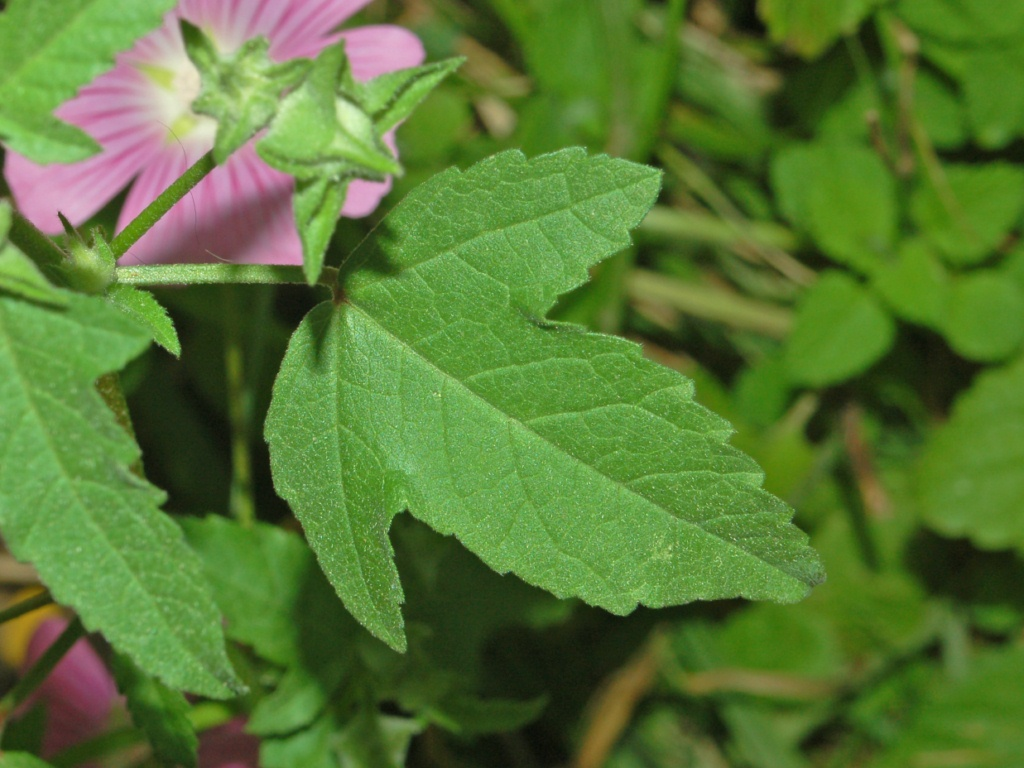
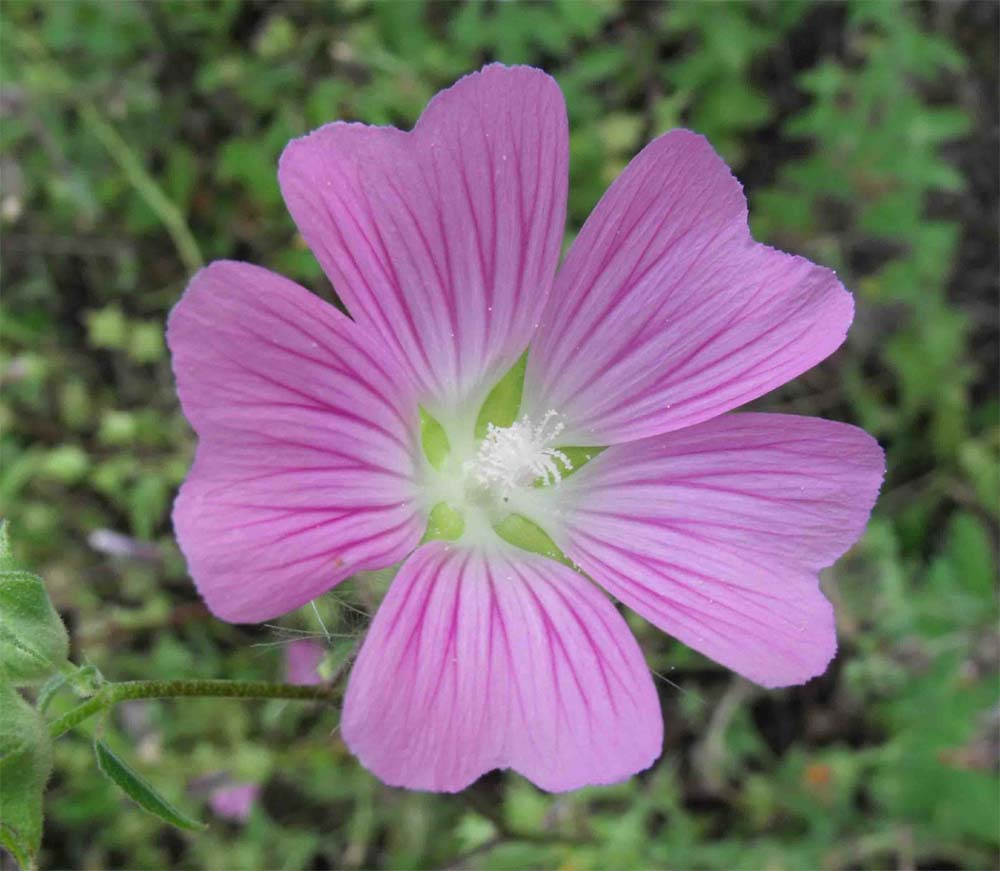
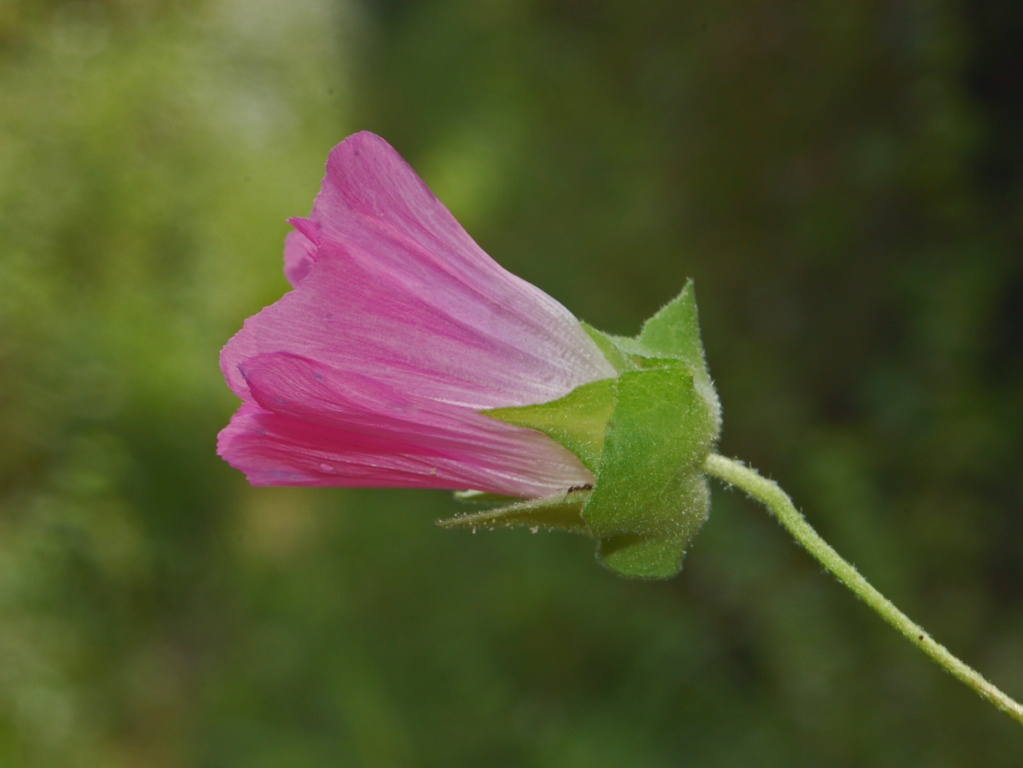

## Distribuzione ed habitat
Pianta originaria del bacino del Mediterraneo, è distribuita dall'Europa meridionale (Spagna (isole Baleari), Francia, Italia, Albania, Grecia) al Nord Africa (Algeria, Tunisia), spingendosi ad est attraverso la Turchia e il Medio Oriente sino al Turkmenistan.
Queste piante crescono ad un'altitudine di 0–600 metri sul livello del mare. Preferiscono terreni rocciosi e secchi in zone soleggiate e campi incolti, siepi, letti di torrenti e margini stradali.

## Specie simili
Può essere confusa con Malva arborea, che però non raggiunge mai le dimensioni di M. punctata.